# Pumla Kisosonkole
Pumla Ellen Ngozwana Kisosonkole (1911-1997) fue una política y activista ugandesa en organizaciones de mujeres.

## Biografía
Pumla Ellen Ngozwana nació en Sudáfrica en 1911, hija de ministros de la iglesia metodista. Recibió educación en escuelas misioneras y asistió a la Universidad de Fort Hare en Alice, Cabo Oriental. Viajó a Londres, donde amplió su formación en el Instituto de Educación. Más tarde escribió el panfleto "La educación como la vi en Inglaterra".
Se casó con el ugandés Christopher Kisosonkole en 1939. Se mudaron a Uganda, donde Pumla se involucró en la política. Pasó ocho años como funcionaria senior de desarrollo comunitario y enseñó en el  King's College Budo. En 1956 fue nominada al Consejo Legislativo de Uganda (LEGCO) del Gobierno del Protectorado. Fue la primera mujer africana en ingresar al consejo legislativo. Se desempeñó como representante en la legislatura durante la transición de Uganda de colonia británica a la independencia. En 1957 comenzó un período de cuatro años como presidenta del Consejo de Mujeres de Uganda. Fue la primera africana en desempeñar ese cargo. De 1959 a 1962 fue presidenta del Consejo Internacional de Mujeres. El primer ministro Milton Obote la nombró miembro de la delegación de Uganda ante las Naciones Unidas en 1963. En la década de 1960 también fue experta literaria en la UNESCO.
Pumla Kisosonkole murió en 1997.